# Катрока (Кампобасо)
Катрока је насеље у Италији у округу Кампобасо, региону Молизе.
Према процени из 2011. у насељу је живело 110 становника. Насеље се налази на надморској висини од 789 м.